# Roberto Filippi
Roberto Filippi (Padova, 10 luglio 1948) è un allenatore di calcio ed ex calciatore italiano, di ruolo centrocampista.

## Carriera

### Giocatore
Iniziò a giocare a calcio fra i professionisti nel 1968 nel Sottomarina in Serie C, segnando 7 reti in un'annata. Passato alla squadra della sua città natale, il Padova, vi rimase per tre stagioni sempre in Serie C giocando sempre da titolare e guadagnandosi la chiamata in massima serie al Bologna.

Filippi (accosciato, secondo da sinistra) nel Padova 1971-1972

In Serie A esordì e giocò solo pochi mesi, prima di passare alla Reggina nel novembre 1972. In Calabria giocò due stagioni, prima di tornare a Padova, sempre in terza divisione. Giocò con la maglia della sua città per la stagione 1974-1975 e l'inizio della successiva, passando al L.R. Vicenza nell'ottobre 1975.
Dopo la prima stagione in Serie B in cui i biancorossi appena retrocessi dalla Serie A rischiarono un'altra retrocessione, l'anno successivo Filippi fu tra i protagonisti della promozione in Serie A. Alla prima stagione da titolare in massima serie, nel 1977-1978, assurse tra i punti di forza del cosiddetto Real Vicenza che, con Giovan Battista Fabbri in panchina e Paolo Rossi capocannoniere, conquistò il secondo posto dietro la Juventus; in questa stagione, grazie alla velocità delle sue discese sulla fascia, si guadagnò il soprannome di Furia.

Filippi al Napoli nella stagione 1978-1979, assieme all'ex compagno di squadra vicentino Franco Cerilli.

Nella stagione seguente passa al Napoli. Giocò in maglia azzurra dal 1978 al 1980, per poi scendere in Serie B all'Atalanta nel 1980-1981. Giocò quindi altre due stagioni in massima serie al Cesena, per tornare infine a Vicenza nel 1983.
In biancorosso, al secondo anno della Serie C1, conquistò la promozione in Serie B con Bruno Giorgi e nel 1985-1986 quella in Serie A. Tuttavia la CAF annullò quest'ultima promozione sicché Filippi chiuse la carriera, alle soglie dei 39 anni, con la retrocessione del Vicenza in C1.

### Allenatore
Allenatore di Treviso, Pro Gorizia, Luparense, e dei settori giovanili di Treviso e Padova (Berretti), è stato il vice-allenatore di Gianfranco Bellotto alla Salernitana nel 2007. Nel 2008 viene chiamato dalla Piovese (compagine di Piove di Sacco, in provincia di Padova) a sei giornate della fine del campionato di Eccellenza al posto di Valeriano Fiorin. Tuttavia viene esonerato e sostituito dall stesso Fiorin.
Nella stagione 2010-2011 di Promozione siede sulla panchina del Thermal Abano squadra di Abano Terme dove nel gennaio 2011 viene esonerato e sostituito da Sebastiano Romano.
Nel giugno 2012 diventa l'allenatore del Campodarsego (squadra della provincia padovana) in Promozione. Il successivo 26 novembre rassegna le sue dimissioni.
Ha svolto anche il ruolo di osservatore per la Juventus.

## Palmarès

### Giocatore

#### Club

##### Competizioni giovanili
- Campionato Primavera: 1

Padova: 1965-1966

##### Competizioni nazionali
- Campionato italiano di Serie B: 1

Lanerossi Vicenza: 1976-1977

#### Individuale
- Guerin d'oro: 2

1978, 1979